# 参事院 (日本)
参事院（さんじいん）は、明治時代の日本において、太政官制から内閣制に移行する前の一時期、太政官中に置かれた機関。「内閣」の命に基づき、法律規則案の起草や審査等を所管した。内閣制に移行した後は、法制局に改組された。

## 概要
1880年（明治13年）、参議と省卿を原則として分離する改革が行われ、それとともに、同年3月3日の太政官第17号達により、法制、会計、軍事、内務、司法、外務の六部を置き、各部に参議を数名ずつ割り当てて各省を監督する体制（太政官六部制）が導入された。各省の上申案件は対応する部で検討されるようになり、全参議が全案件を検討するより丁寧に審査されることとなった。これは、内閣の調整・統合機能を強化しようとする改革であったが、内閣の文書量が増大することで機能不全に陥るという弊害が生じた。
明治十四年の政変後の1881年（明治14年）10月21日に行われた太政官制改革において、六部制が廃止されるとともに、フランスのコンセイユ・デタをモデルとする参事院が創設され、六部の事務が参事院に移管された。初代議長には伊藤博文が就任した。伊藤博文は、参議を廃止して省卿からなる内閣を組織し、その内閣の下に参議院を設置することを構想していたが、これは実現せず、参議省卿兼任制が復活した。
参事院章程（明治14年10月21日太政官第89号達）によると、参事院は「法律規則の起草」「各省から提出された法律規則案の審査・修正」「元老院で議決する法案の審査」「行政官と司法官の権限争いや地方議会と地方官の権限争いの審理」等を所管し、旧来の法令審査機関である法制局（法制部の前身）より広範な権限を有していた。
内閣制移行に伴い、1885年（明治18年）12月22日に制度取調局とともに廃止され（太政官第71号達）、代わりに内閣に法制局が設置された。

## 主な官員
- 議長
  - 伊藤博文
  - 山縣有朋（二代目）
  - 福岡孝弟（三代目）
- 副議長
  - 田中不二麿
- 議官
  - 鶴田皓
  - 中村弘毅
  - 山口尚芳
  - 田中光顕
  - 福羽美静
  - 安場保和
  - 山尾庸三
  - 渡邊昇
  - 水本成美
  - 井上毅
- 議官補
  - 渡正元
  - 村田保
  - 尾崎三良
  - 西園寺公望
  - 馬屋原彰
  - 周布公平
  - 伊東巳代治
  - 清浦奎吾
  - 長森敬斐

（副議長以下は1882年5月時点）